# The Soft Parade
The Soft Parade је четврти албум америчке рок групе The Doors, изашао 5. августа 1969. године.

## Списак песама
1. - 3:19
2. - 3:10
3. - 4:47
4. - 3:08
5. - 2:39
6. - 2:35
7. - 2:25
8. - 2:54
9. - 8:35